# Bózes

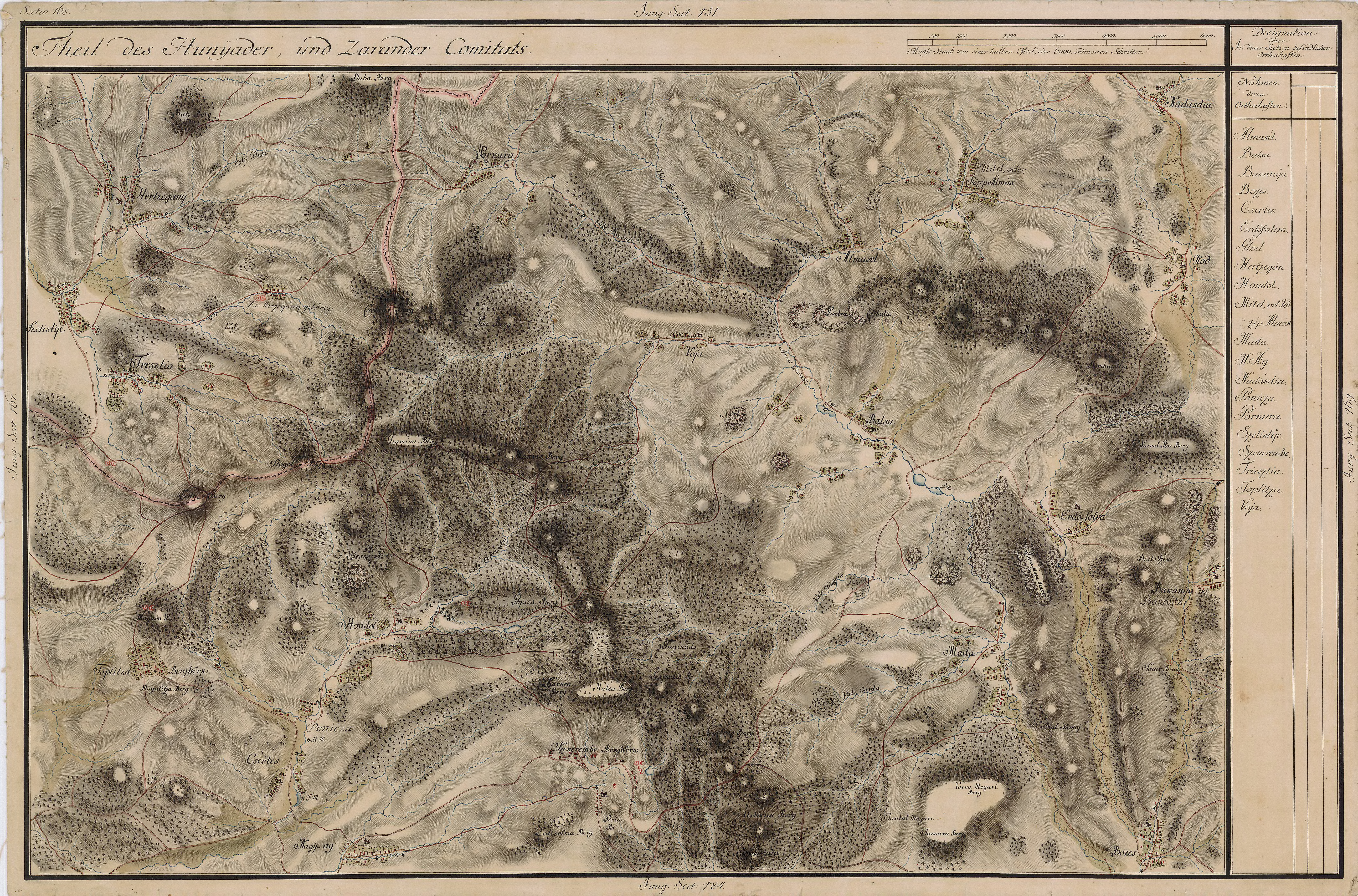
Bózes egy régi térképen

Bózes románul: Bozeș, település Romániában, Erdélyben, Hunyad megyében.

## Fekvése
Algyógytól északra fekvő település.

## Története
Bózes nevét 1407-ben említette először oklevél p. Bozes néven. 1509-ben p. Bozos, 1808-ban Bozés, Bosendorf, Bozesu, 1861-ben Bozes, 1888-ban Bozes (Bazesd), 1913-ban Bózes néven írták. 1518-ban Al-Diód vár tartozékai közé számították.
A trianoni békeszerződés előtt Hunyad vármegye Algyógyi járásához tartozott. 1910-ben 733 lakosából 721 román, 5 magyar volt. Ebből 728 görögkeleti ortodox volt.

## Nevezetességek
16. századi ortodox temploma a romániai műemlékek jegyzékében a HD-II-m-A-03262 sorszámon szerepel.

## Galéria

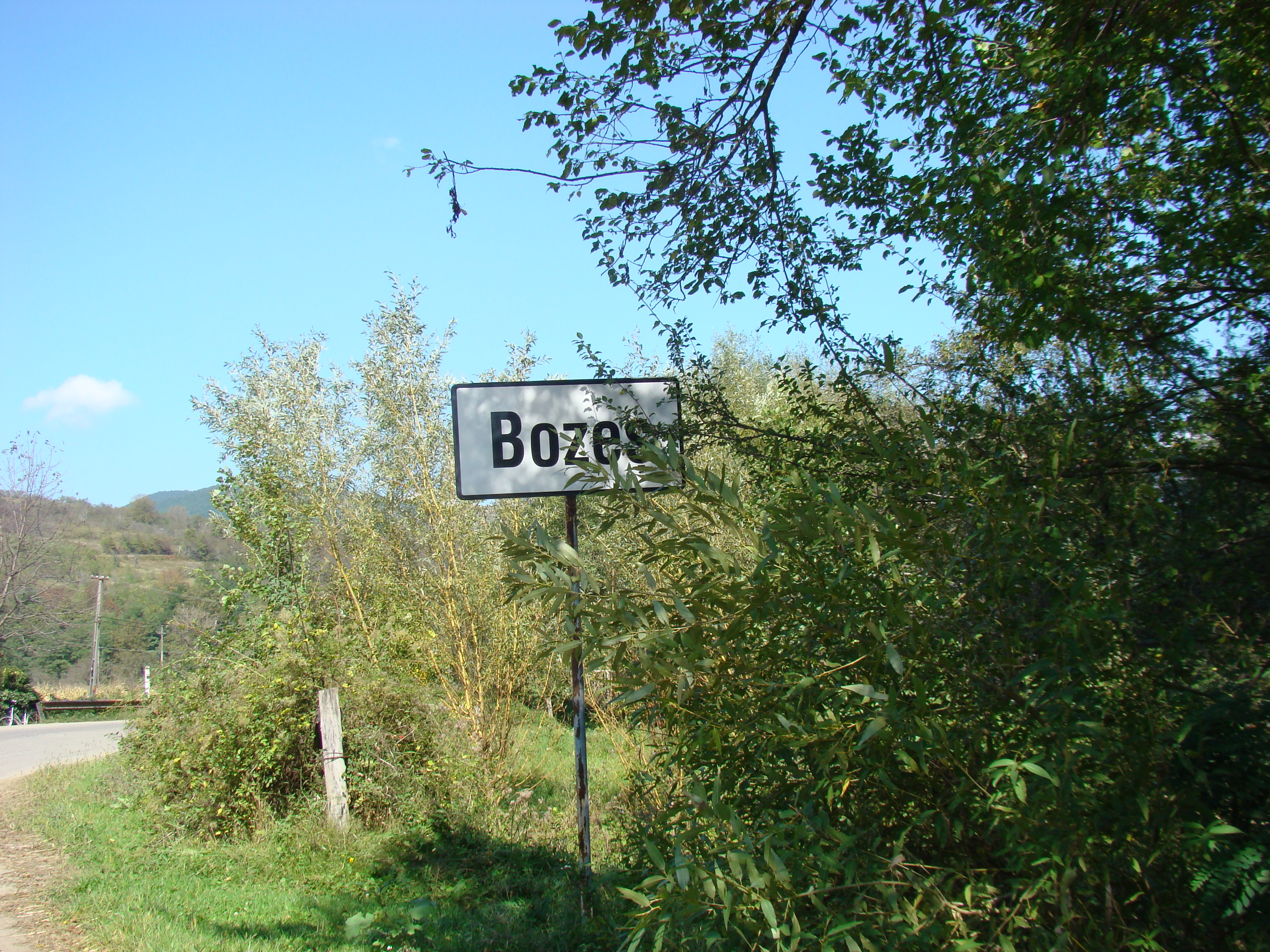
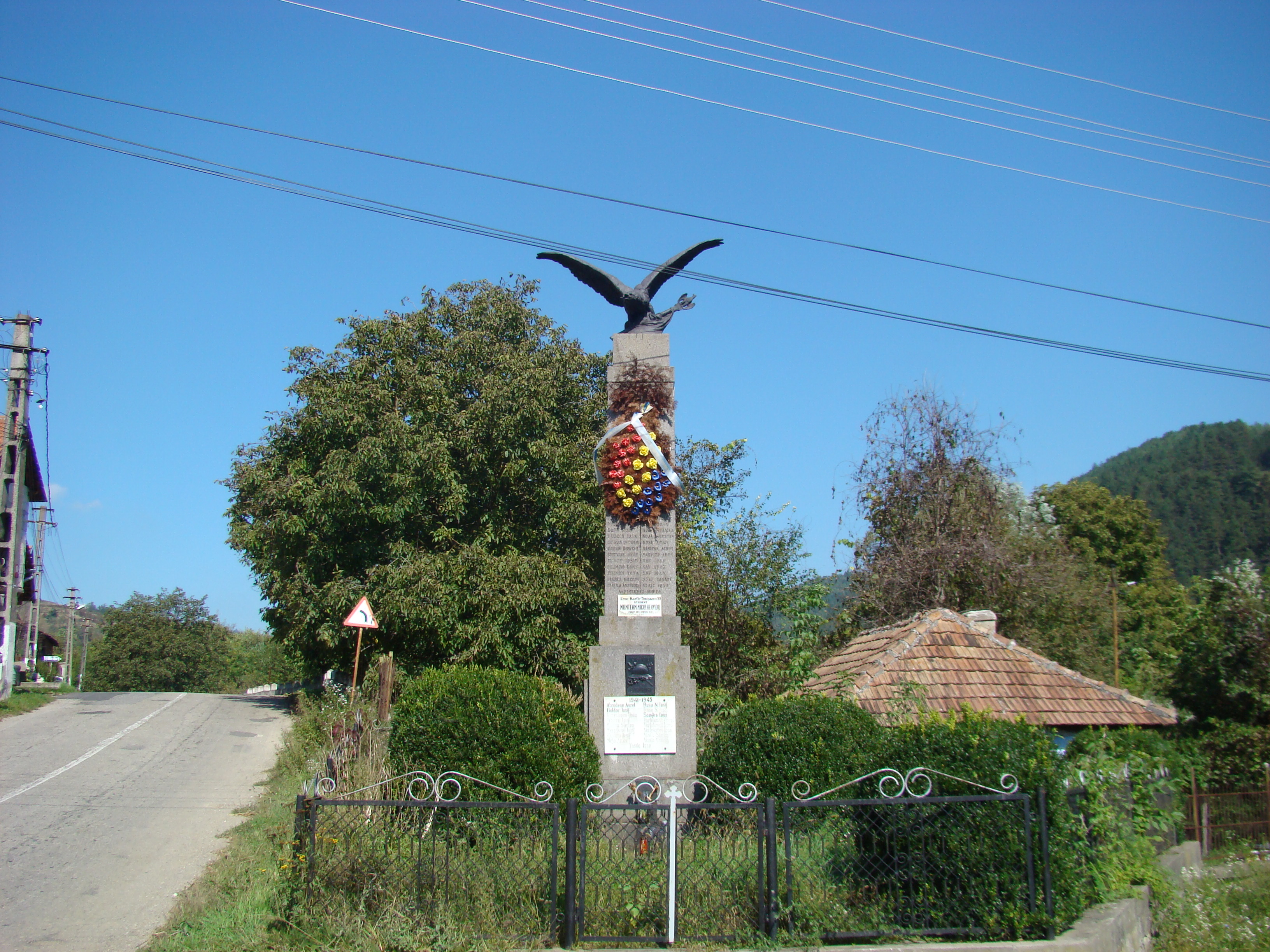
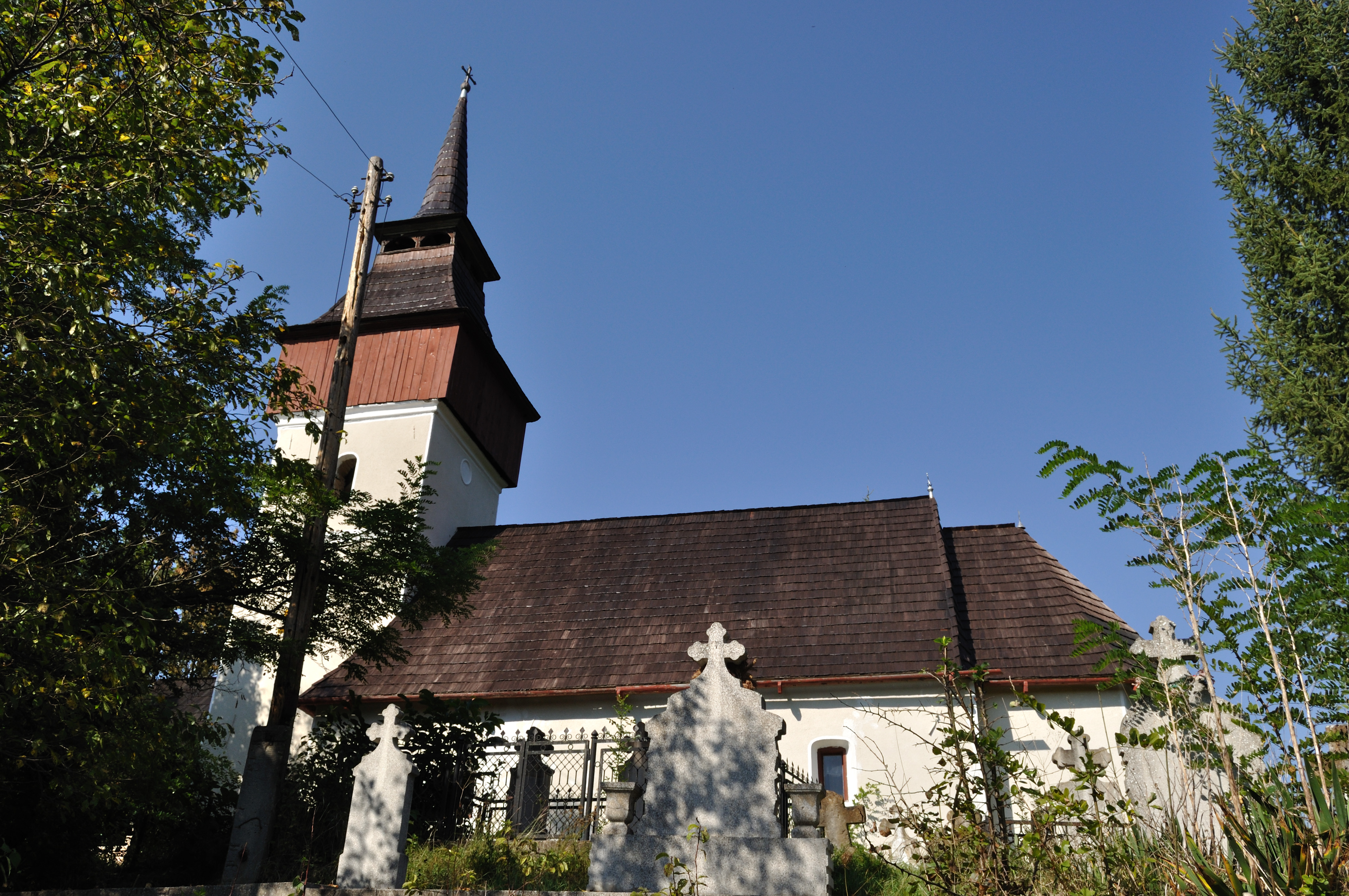